# Nemzetközi Ifjúsági Hét
Az Internacia Junulara Semajno, rövidítve IJS (ejtsd: i-jo-szo; magyarul Nemzetközi Eszperantó Ifjúsági Hét, vagy Nemzetközi Ifjúsági Eszperantó Fesztivál) a Magyar Ifjúsági Eszperantó Szövetség (MIESZ) legnagyobb éves, nemzetközi, eszperantó nyelvű rendezvénye, egyben az eszperantó világ egyik legfontosabb ifjúsági találkozója.
Rendszerint júliusban vagy augusztus elején kerül megrendezésre, egy hétig tart, és 100-150 fő vesz részt rajta; a rendezvénynek minden évben más város ad otthont. Általában a résztvevők mintegy fele érkezik külföldről, 10-20 különböző európai és néhány európán kívül eső országból. Az első ilyen rendezvényre 1987-ben került sor, az első eszperantó tankönyv megjelenésének századik évfordulójának tiszteletére. Ebben az évben a betűszó középső betűje még a Jubilea (jubileumi) szót rövidítette.
A rendezvényen a résztvevők kapcsolatokat építhetnek egymással az eszperantó nyelv használatán keresztül, valamint megismerkedhetnek Magyarországgal, ezen belül is a várossal és környékével. A rendezvény programjának összetevői különféle előadások és egyéb foglalkozások: sportnap, bál, kirándulások a városon belül és a régió nevezetességeihez, strandolás, nyelvtanfolyamok (eszperantó, a külföldiek számára magyar, esetenként további nyelvek). A programok egy részét a résztvevők javasolják és kivitelezik. Az egyik legnépszerűbb programpont a rendezvény hagyományos vízipisztolycsatája, amelyen a résztvevők és a helyi tűzoltók vívnak békés ütközetet.
Az IJS fennállása óta kétszer fordult elő, hogy Magyarország volt a házigazdája a legnagyobb éves ifjúsági rendezvénynek, az IJK-nak: 1999-ben Veszprémben és 2008-ban Szombathelyen. Mivel mindkét esetben a MIESZ tagjai szervezték az IJK-t, praktikus okokból ezekben az években nem került külön IJS megrendezésre.

## Az IJS helyszínei
| Év   | Helyszín       | A rendezvény fő témája       | Megjegyzések                                                        |
| ---- | -------------- | ---------------------------- | ------------------------------------------------------------------- |
| 2017 | Gyenesdiás     |                              | augusztus 7-e és 13-a között                                        |
| 2016 |                |                              | Nem rendezték meg                                                   |
| 2015 | Szentgotthárd  |                              | augusztus 10-e és 17-e között                                       |
| 2014 | Horány         |                              | július 25-e és augusztus 1-je között                                |
| 2013 | Tiszafüred     |                              | augusztus 1-je és 8-a között                                        |
| 2012 | Nőtincs        |                              | július 30-a és augusztus 5-e között                                 |
| 2011 | Búbánatvölgy   |                              | augusztus 16-a és 22-e között                                       |
| 2010 | Pécs           |                              |                                                                     |
| 2009 |                |                              | Nem rendezték meg                                                   |
| 2008 | Szombathely    |                              | 2008-ban az IJS helyett a 64. IJK-t rendezték meg Szombathelyen.    |
| 2007 | Tab            |                              |                                                                     |
| 2006 | Makó           | Tömegkommunikáció            |                                                                     |
| 2005 | Vác            | Utazásra fel                 |                                                                     |
| 2004 | Miskolc        | Természet, egészség, sport   |                                                                     |
| 2003 | Győr           | A világ nagy színház         |                                                                     |
| 2002 | Székesfehérvár | Királyi város, királyi IJS   |                                                                     |
| 2001 | Szombathely    | A zene mint nemzetközi nyelv |                                                                     |
| 2000 | Nyíregyháza    | Tradíció                     |                                                                     |
| 1999 | Veszprém       |                              | 1999-ben az IJS helyett az 55-ödik IJK-t rendezték meg Veszprémben. |
| 1998 | Kecskemét      | Homo ludens                  |                                                                     |
| 1997 | Pécs           |                              |                                                                     |
| 1996 | Eger           |                              |                                                                     |
| 1995 | Tata           |                              |                                                                     |
| 1994 | Kőszeg         |                              |                                                                     |
| 1993 | Mikosszéplak   |                              |                                                                     |
| 1992 | Esztergom      |                              |                                                                     |
| 1991 | Esztergom      |                              |                                                                     |
| 1990 | Sződliget      |                              |                                                                     |
| 1989 | Szolnok        |                              |                                                                     |
| 1988 | Szeged         |                              |                                                                     |
| 1987 | Szeged         |                              |                                                                     |

## Külső hivatkozások
- Az IJS honlapja Archiválva 2009. szeptember 15-i dátummal a Wayback Machine-ben